# Albert Batteux
Albert Batteux (ur. 2 lipca 1919 w Reims, zm. 28 lutego 2003 w Meylan) – francuski piłkarz i trener. Ma na koncie dziewięć tytułów mistrza kraju. W 1958 poprowadził w roli trenera reprezentacji Francji do trzeciego miejsca na mistrzostwach świata w Szwecji.

## Sukcesy

### Jako piłkarz
| Lata      | Drużyna        | Osiągnięcia                                      |
| --------- | -------------- | ------------------------------------------------ |
| 1937–1950 | Stade de Reims | 1949 – mistrzostwo Francji 1950 – Puchar Francji |

### Jako trener
| Lata      | Drużyna | Osiągnięcia |
| --------- | --- | --- |
| 1950–1963 | Stade de Reims | 1953 – mistrzostwo Francji 1955 – mistrzostwo Francji 1956 – finał Pucharu Europy 1958 – mistrzostwo Francji 1958 – Puchar Francji 1959 – finał Pucharu Europy 1960 – mistrzostwo Francji 1962 – mistrzostwo Francji |
| 1955–1962 | Francja | 1958 – 3. miejsce na MŚ w Szwecji |
| 1967–1972 | AS Saint-Étienne 1967 – mistrzostwo Francji 1968 – mistrzostwo Francji 1958 – Puchar Francji 1969 – mistrzostwo Francji 1970 – mistrzostwo Francji 1970 – Puchar Francji | |